# Aaron Cumberbatch
Aaron Brent Cumberbatch (ur. 17 sierpnia 1986) − trynidadzki bokser, dwukrotny medalista mistrzostw Karaibów.

## Kariera amatorska
W lipcu 2005 został mistrzem Karaibów w kategorii papierowej. W finale pokonał reprezentanta Wysp Dziewiczych Stanów Zjednoczonych Jorella Fredericka. We wrześniu tego samego roku był uczestnikiem mistrzostw panamerykańskich w Teresopolis. Swoją ćwierćfinałową walkę w kategorii muszej przegrał na punkty (1:20) z Ronielem Iglesiasem.
W marcu 2006 był uczestnikiem igrzysk Wspólnoty Narodów w Melbourne. Pierwszym rywalem Trynidadczyka był Jack Willie. Cumberbatch przegrał ten pojedynek na punkty (15:33), odpadając z rywalizacji. W lipcu został wicemistrzem Karaibów w kategorii muszej. W finale pokonał go Gujańczyk Dexter Marques. W kwietniu 2007 był uczestnikiem turnieju kwalifikacyjnego na igrzyska panamerykańskie. W ćwierćfinale przegrał przed czasem z Williamem Uriną, nie kwalifikując się na igrzyska. W październiku 2007 był uczestnikiem mistrzostw świata w Chicago. Cumberbatch, który rywalizował w kategorii papierowej przegrał swoją pierwszą walkę z Howhannesem Danieljanem. W 2008 był uczestnikiem turnieju kwalifikacyjnego dla Ameryki, który rozgrywany był w państwie Cumberbatcha. W swoim pierwszym pojedynku przegrał na punkty (3:16) z Odilionem Zaletą.

### Mniej znaczące osiągnięcia
2003: Srebrny medal mistrzostw Karaibów do lat 20 (kategoria papierowa).
2007: Złoty medal na mistrzostwach Trynidadu i Tobago (kategoria piórkowa).
2013: Złoty medal na mistrzostwach Trynidadu i Tobago (kategoria piórkowa).